# 棚橋普
棚橋 普（たなはし ひろし、1943年または1944年 - ）は、日本の地方公務員。岐阜県知事公室長、同副知事を歴任。瑞宝中綬章受章。

## 人物・経歴
岐阜県庁入庁、総合政策局長、地方自治大学校長、農林商工部参与、西濃地域振興局長 (知事代理)、2001年 (平成13年) 4月 奥村和彦の後任として知事公室長、2003年4月 同職を佐々木浩と交代し奥村の後任として岐阜県副知事就任。株式会社新産業支援テクノコア、株式会社ブイ・アール・テクノセンターの代表取締役社長を兼務。2006年11月 副知事を辞職。

## 不祥事
2006年、県職員組合の口座に県の裏金が集約されていることが発覚した。同年9月 副知事だった棚橋は「長い県職員（時代）の後に今の（自分の）立場がある」と辞意を表明。翌月の岐阜県議会一般質問において「県政に対する信頼を根底から失墜させる事態を招き、いかなる弁解も許されない。心からおわびする。公金意識の欠如に加え、都合の悪いことは隠そうという組織の体質も重なり事態が深刻化。長い間、県職員として今、問われている組織の体質、風土に身を置いてきたこと、今の立場を考えると自責の念でいっぱい」と謝罪した。

## 栄典
- 2017年 秋の叙勲で地方自治功労により瑞宝中綬章を受章[1]